# Otiothops platnicki
Otiothops platnicki is een spinnensoort uit de familie Palpimanidae. De soort komt voor in Brazilië.